# Стрмець-Букевський
Стрмець-Букевський (хорв. Strmec Bukevski) — населений пункт у Хорватії, в Загребській жупанії у складі міста Велика Гориця.

## Населення
Населення за даними перепису 2011 року становило 366 осіб.
Динаміка чисельності населення поселення:

## Клімат
Середня річна температура становить 10,81 °C, середня максимальна – 25,76 °C, а середня мінімальна – -6,50 °C. Середня річна кількість опадів – 862 мм.
| Клімат поселення                              | Клімат поселення | Клімат поселення | Клімат поселення | Клімат поселення | Клімат поселення | Клімат поселення | Клімат поселення | Клімат поселення | Клімат поселення | Клімат поселення | Клімат поселення | Клімат поселення | Клімат поселення |
| Показник                                      | Січ.             | Лют.             | Бер.             | Квіт.            | Трав.            | Черв.            | Лип.             | Серп.            | Вер.             | Жовт.            | Лист.            | Груд.            |                  |
| Середній максимум, °C                         | 6,16             | 8,37             | 12,95            | 17,56            | 22,78            | 25,76            | 25,06            | 24,20            | 20,15            | 14,84            | 9,04             | 5,01             |                  |
| Середня температура, °C                       | −0,18            | 2,06             | 6,60             | 11,21            | 16,46            | 19,43            | 21,02            | 20,16            | 16,12            | 10,81            | 5,01             | 0,99             |                  |
| Середній мінімум, °C                          | −6,5             | −4,28            | 0,30             | 4,89             | 10,13            | 13,09            | 16,99            | 16,12            | 12,08            | 6,77             | 0,97             | −3,06            |                  |
| Норма опадів, мм                              | 51               | 48               | 57               | 67               | 75               | 91               | 77               | 86               | 81               | 82               | 85               | 62               |                  |
| Середньомісячна швидкість вітру, м/с          | 1.80             | 2.00             | 2.40             | 2.28             | 2.10             | 1.90             | 1.89             | 1.70             | 1.70             | 1.70             | 1.80             | 1.80             |                  |
| Середньомісячна сонячна радіація, кДж/м²·день | 4126             | 6856             | 10542            | 14997            | 19156            | 21096            | 22058            | 19376            | 14197            | 8753             | 4536             | 3355             |                  |
| --------------------------------------------- | ---------------- | ---------------- | ---------------- | ---------------- | ---------------- | ---------------- | ---------------- | ---------------- | ---------------- | ---------------- | ---------------- | ---------------- | ---------------- |
| Джерело:                                      |                  |                  |                  |                  |                  |                  |                  |                  |                  |                  |                  |                  |                  |